# Comportamiento

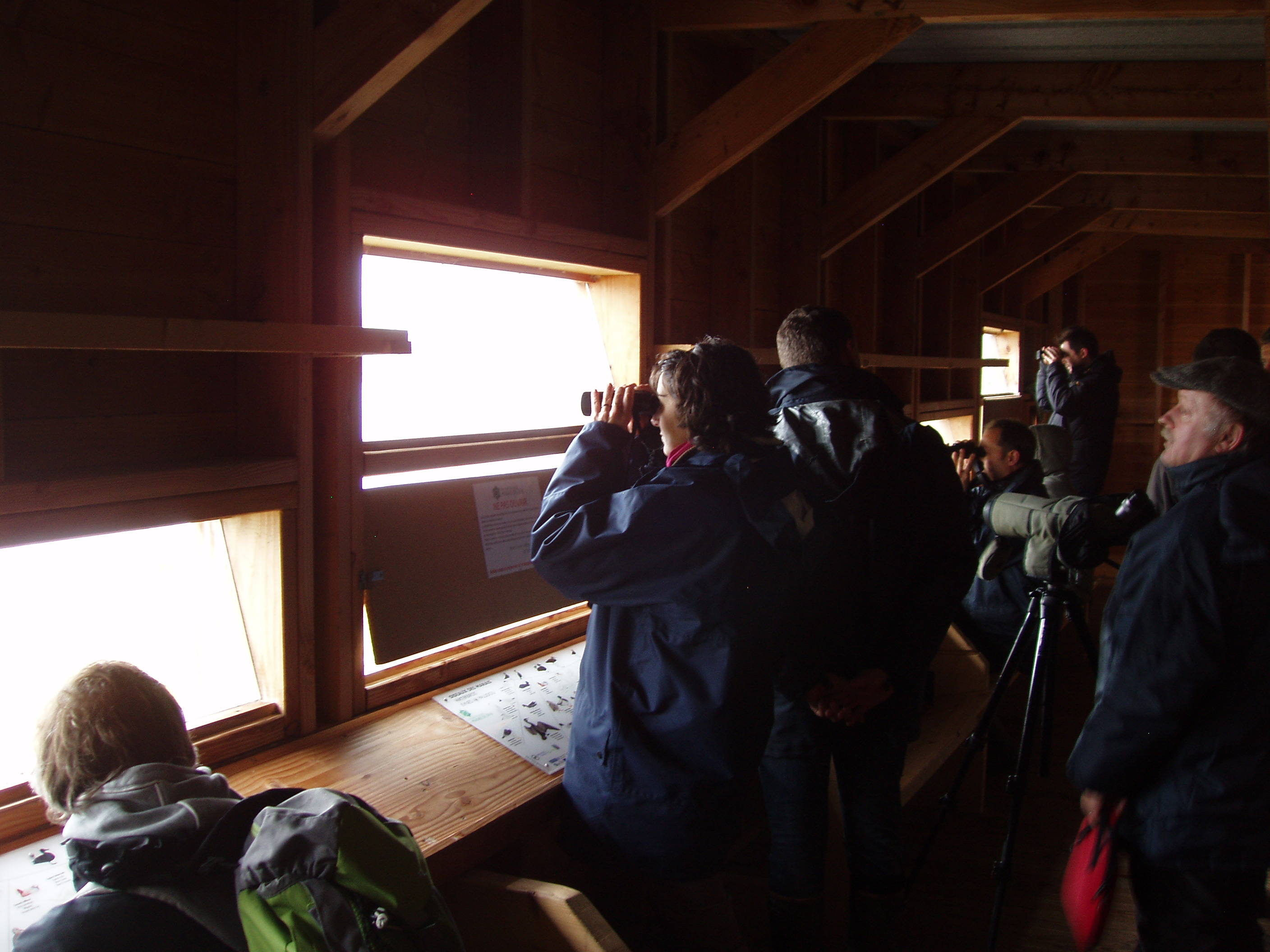
Los observatorios ornitológicos permiten estudiar el comportamiento de las aves sin alterarlo por la presencia humana

El comportamiento o conducta es, en términos de psicología,  el conjunto de respuestas que presenta un ser vivo en relación con su entorno, ante la presencia o ausencia de estímulos. Puede ser consciente o inconsciente, según las circunstancias que lo afecten. La ciencia que estudia la conducta y el comportamiento animal es la etología y la ciencia que estudia la conducta desde el punto de vista de la evolución es la ecología del comportamiento.

## Delimitación del término
El comportamiento de las especies es estudiado por la etología, que forma parte tanto de la biología como de la psicología experimental. En psicología se hace una distinción importante entre conducta y cognición, pues si bien todos los seres vivos presentan comportamiento, no necesariamente todos presentan cognición.[cita requerida]
En ciencias sociales se considera que el comportamiento se ve influido, además de aspectos psicológicos, también por aspectos genéticos, culturales, sociológicos y económicos.
En el habla común, no en el discurso científico, el término "comportamiento" tiene una connotación definitoria. Así, a una persona, incluso a un grupo social, como suma de personas, se les define y clasifica por sus comportamientos, quizás más que por sus ideas, y esto ya sirve para fijar las expectativas al respecto. 
El conjunto de patrones de comportamiento más prototípico y estable de una persona, sería el núcleo de lo que usualmente se denomina personalidad. El comportamiento se basa en factores biológicos así como en factores externos: nuestro entorno, experiencias, etcétera.[cita requerida]

## Comportamiento en psicología
La conducta violenta en la escuela denota algunas características propias de todo comportamiento violento presente en un contexto social cualquiera, de este modo se señala al estudiante violento/agresivo, como un sujeto cuyas conductas son de personalidad desadaptativas, ya que supone el incumpliendo de normas escolares y sociales que rigen la interacción en el centro educativo, con la expresión de diversas conductas punitivas, de esta manera se señalan una serie de factores que inciden a que estas conductas se mantengan o desaparezcan.
(Marín, 1997, citado por Ramos, 2007).

Según la teoría ecológica propuesta por Bronfenbrenner (1979, citado por García, 2001) se considera la importancia de factores familiares, escolares y sociales que explican la violencia escolar, de igual forma, coloca de manifiesto cuatro contextos que reflejan la influencia en la conducta, entre los cuales, el sujeto se ve sumergido y obligado a interactuar socialmente con cada uno de ellos. Técnicamente, en psicología, el comportamiento se define de dos maneras:
1. Todo lo que un organismo hace frente al medio.
2. Cualquier interacción entre un organismo y su ambiente.

El comportamiento en un ser humano individual (y otros organismos e incluso mecanismos) se engloba dentro de un rango, siendo algunos comportamientos comunes, algunos inusuales.
Las teorías explicativas generales sobre el origen de la conducta agresiva/violenta en el ser humano, pueden aplicarse para tratar de entender el comportamiento violento del adolescente en la escuela. Todos estos acercamientos se agrupan en dos grandes líneas teóricas: las teorías activas o innatistas y teorías reactivas o ambientales. Las teorías activas o innatistas consideran que la agresividad es un componente orgánico o innato del individuo, elemental para su proceso de adaptación; desde esta perspectiva se considera que la agresión tiene una función positiva y que la labor de la educación consiste fundamentalmente en canalizar su expresión hacia conductas socialmente aceptables. Por otro lado, las teorías reactivas o ambientales resaltan el papel del medio ambiente y la importancia de los procesos de aprendizaje en la conducta violenta del ser humano.

### Conducta
La conducta de un espécimen biológico está formada por patrones de comportamiento estables, mediados por la evolución, resguardada y perpetuada por la genética. Esta conducta se manifiesta a través de sus cualidades adaptadas, dentro de un contexto o una comunidad. Es un indicador observable, físico de los procesos internos del individuo.[cita requerida]

### Aspectos psicosociales
La aceptación social de un comportamiento, es evaluada por las normas sociales y regulada por varios medios de control social. El comportamiento de la gente es estudiado por varias disciplinas, incluyendo la psicología, la sociología, la etología, la antropología en el caso del comportamiento humano, ampliando su estudio a todo el Reino Animal.[cita requerida]

## Comportamiento de los sistemas sociales
La estructura social es el patrón de relaciones, posiciones y número de personas que conforman la organización social de una población, ya sea un grupo pequeño o toda una sociedad. Las relaciones se dan siempre que las personas se implican en patrones de interacción continuada relativamente estables. Las posiciones (estatus social) consisten en lugares reconocidos en la red de relaciones sociales que llevan aparejadas expectativas de comportamiento, llamadas roles. Normas y reglas son impuestas para garantizar que se viva a la altura de las expectativas del  rol social, y se imponen sanciones positivas y negativas para asegurar que se cumplan. Las normas y reglas son la expresión observable de los valores de un sistema social particular. Los roles, normas y valores deben integrarse en un sistema para que este sea completamente funcional.[cita requerida]

### Agrupaciones y sociedades
Dentro de la mayoría de los grupos de animales, hay diversas especies cuyo único objetivo, es juntarse o conseguirse parejas con la finalidad de reproducirse, mientras otros forman agrupaciones relativamente estables. Estas congregaciones suelen ser meramente uniones temporales para conseguir algún propósito en general o agrupaciones permanentes dentro de las cuales se desarrolla todas las actividades, como desplazarse, buscar alimento, reproducirse, entre otras cosas. Las especies gregarias son aquellas en la que los individuos forman agrupaciones inconsistentes dentro de las cuales existe la posibilidad de permanecer o no dependiendo de sus intereses, los cuales a su vez dependen estrictamente de la relación entre costos y beneficios que involucra estar en el grupo. En las especies sociales los individuos se relacionan entre ellos de una forma más precisa y continua, y con frecuencia los grupos están constituidos sobre todo por relativos.[cita requerida]
Edward Wilson publicó su famoso libro Socio biología, en el que defendía la necesidad de aplicar los métodos biológicos al estudio de los comportamientos sociales en todas las especies, incluida la nuestra (Wilson, 1975). Este escrito despertó una gran controversia principalmente por el último capítulo el cual iba dedicado a la especie humana, el autor fue criticado debido a que su capítulo suponía haber promovido una ideología que defendía el racismo, el machismo, las diferencias sociales, el genocidio, la violación, etc. Tras tres décadas de enfrentamiento, la historia ha dictado sentencia: la socio biología ha triunfado. Los socio biólogos han avanzado a pasos agigantados no solo en la explicación de los comportamientos sociales de muchas especies, sino también descubriendo gran variedad de estrategias y conductas que implican la actuación conjunta de individuos organizados en grupos los cuales no se sospechaba que pudieran existir. Un claro ejemplo se encuentra dentro del comportamiento de los microorganismos debido a que se manifiesta de forma compleja, ya que no solo incluye la cooperación entre individuos, sino también complejas redes de comunicación entre ellos a la hora de realizar actividades como búsqueda de alimento, reproducción.[cita requerida]

### Costes y beneficios de vivir en grupo
Los principales costes y beneficios asociados a la vida en grupo se reconocen conforme a los beneficios, y en otras a los costes, pero lo más normal es que en cualquier especie el gregarismo sea el resultado evolutivo de la relación entre los costes y beneficios. A veces se agrupan individuos que pertenecen a especies diferentes, estos bandos mixtos a menudo disfrutan de las ventajas que aportan las diferentes capacidades de cada una de las especies.

### Las adaptaciones a la vida en grupo
Puesto que vivir juntos implica grandes costes, se podría pronosticar que durante la evolución de vida solitaria a vida colonial se van a desarrollar ajustes que faciliten esta transición y que contribuyan a mantenerla. Para ilustrar algunas de esas adaptaciones tenemos que ver a detalle uno de los costes más generalizados que tienen que soportar los individuos que viven en un grupo: un riesgo mayor de transmisión de enfermedades y parásitos. Su resultado se ha demostrado en muchas especies, y no solo a nivel descriptivo, sino también a nivel experimental. [cita requerida]

### Conducta formal
Una conducta humana se considera formal cuando en el comportamiento se cumplen una serie de reglas reconocidas como valiosas en una comunidad o sociedad. En las sociedades occidentales, por ejemplo, se considera formal ser explícito, determinado, preciso, serio, puntual. Esta palabra tiene su base en la aplicación, principalmente en la conducta, que tienen las personas con respecto a sus valores.[cita requerida]

### Realización voluntaria
La realización voluntaria  es la habilidad para construir la conducta propia en correspondencia con las exigencias de la situación concreta, anticipando los resultados intermedios y finales de la acción y seleccionando los medios adecuados. Los rasgos de los procesos voluntarios contemplan la  orientación, ejecución y control.[cita requerida]

## Comportamiento en los reinos de la vida
De los seis reinos reconocidos actualmente (animales, hongos, plantas, protistas, Archaea, Eubacterias), se observa el fenómeno del comportamiento principalmente en los animales y, de forma mucho más limitada, en los protistas. Sin embargo, son pocos los casos en otros reinos en que se puedan observar movimientos organizados específicamente para actuar fuera del organismo.

### El comportamiento en las plantas
El comportamiento vegetal es un fenómeno extremadamente limitado. El movimiento de la planta depende principalmente del mecanismo hidrodinámico de la turgencia. "Variaciones de turgencia de células localizadas numerosas plantas producen movimientos de los órganos, como por ejemplo el cierre de los pétalos de las flores o folíolos (varias Papilionaceae o casos muy espectaculares como la sensitiva), o movimientos de los estambres ( Berberis vulgaris ), o el repliegue de los tentáculos trampas de las plantas carnívoras, las hojas, etc. ".
En las plantas, el caso típico de movimientos específicamente organizados que tengan como función una relación con el medio ambiente son los movimientos de cierre de las trampas de las plantas carnívoras ( Dionaea muscipula , Drosera, etc.).
Las razones del movimiento de las hojas ante los estímulos sonoros en algunas plantas siguen siendo ambiguas en la actualidad. Algunos científicos están analizando esta pregunta para intentar encontrar una respuesta. Se han propuesto varias hipótesis para explicar este fenómeno. Uno que surge con más frecuencia es que el movimiento de las hojas frente a un estímulo sonoro sería una defensa contra la herbivoría. En la modesta mimosa ( Mimosa pudica ), las hojas se pliegan hacia atrás cuando se tocan y reducen el área de la superficie de la hoja, haciendo que esta última sea menos apetitosa para los herbívoros. En las diferentes especies de álamos, las hojas se mueven con la más mínima brisa. Esto ayudaría a desalojar a los insectos herbívoros que se alimentan de las hojas de la planta y hacer que caigan al suelo. Incluso si estos no caen, el movimiento de las hojas puede interrumpir la alimentación de los insectos. Además, el movimiento repetitivo de las hojas puede disuadir a los insectos herbívoros de posarse sobre las hojas 8. Entonces, podemos entender con los ejemplos anteriores que el movimiento de las hojas es una buena manera de protegerse contra la herbivoría. Entonces, no es una mala hipótesis creer que mover hojas frente a un estímulo sonoro sería una defensa contra la herbivoría. Por ejemplo, el sonido de las alas de un insecto induciría el movimiento de las hojas de la planta, evitando así que aterrice. Por otro lado, los científicos deben continuar su investigación para determinar la razón exacta del movimiento de las hojas ante los estímulos sonoros.

### El comportamiento de los protistas
El comportamiento en los protistas es muy simple y se limita principalmente a la conducta de la locomoción.
Las estructuras y los procesos biológicos que permiten estos movimientos organizados son los movimientos amiboïdes de la membrana plasmática , especialmente los cilios y los flagelos. "En la bacteria intestinal Escherichia coli, por ejemplo, cada flagelo es un filamento rígido de 14 milésimas de micra de diámetro y 10 micrómetros de longitud, que va a la increíble velocidad de 200 revoluciones por segundo gracias a un pequeño motor rotatorio insertado a la membrana y la pared de la célula.
La dirección del desplazamiento está controlada por la detección de un gradiente de concentración de una molécula, que es detectado por los receptores (quimiotaxis ). El desplazamiento no es al azar, e incluso en las células más simples, parece necesario disponer de mecanismos de estimulación y de inhibición del movimiento.

### El comportamiento en los animales
El comportamiento animal incluye todos las maneras en que los animales interactúan con otros organismos y el medio físico. El comportamiento también puede definirse como un cambio en la actividad de un organismo en respuesta a un estímulo, una señal externa o interna, o una combinación de señales.

### El comportamiento en mamíferos
El comportamiento de los mamíferos puede ser muy complejo. Se producen gracias a estructuras y órganos especializados, altamente organizado: esqueleto articulado, músculos y, sobre todo, de un sistema nervioso especializado. El estudio del comportamiento de los mamíferos tiene aspectos etológicos, ecológicos, bioquímicos, fisiológicos, proteómicos, patológicos, genèticomoleculars y evolutivos.
Los mamíferos han sido los últimos animales a aparecer en el mundo, lo que implica una mayor acumulación de evoluciones no sólo físicas sino también en su comportamiento. Su biodiversidad hace que su comportamiento sea muy variado entre las diferentes especies que forman parte. Entre los mamíferos hay animales acuáticos, terrestres y voladores, bípedos o cuadrúpedos, solitarios o gregarios, migratorios o sedentarios, todos muy diferentes entre sí. Desde las enormes ballenas, que se desplazan por los océanos en pequeños grupos migratorios que los llevan a recorrer medio mundo, hasta los murciélagos, mamíferos voladores que cazan de noche y pueden vivir en colonias de miles de individuos, pasando por los roedores, pequeños animales que generalmente se alimentan de frutos y viven en grupos en madrigueras bajo tierra, los primates, algunos de los cuales son capaces de aprender nuevas técnicas para obtener alimentos, o los felinos, entre los que se encuentran algunos de los depredadores más grandes.
Dentro de esta clase se encuentran las especies más evolucionadas de la tierra, sobre todo el ser humano, una de las pocas que es capaz de modelar su entorno para adaptarlo a sus necesidades, en lo alto de la cadena evolutiva. Posiblemente es esta especie la que presente un comportamiento más complejo, a menudo influenciado por los sentimientos y el razonamiento, un caso excepcional dentro del mundo de los seres vivos. En este sentido, es especialmente complejo el comportamiento de esta especie de lo que hace a su relación con otros individuos o incluso con otras especies. La relación entre el ser humano y otras especies es un caso único, ya que no se limita sólo a una relación de depredación.

## Comportamiento del consumidor
El comportamiento del consumidor se refiere a los procesos por los que pasan los consumidores para tomar decisiones y las reacciones que tienen hacia los productos o servicios. Tiene que ver con el consumo y los procesos por los que pasan los consumidores en torno a la compra y el consumo de bienes y servicios Los consumidores reconocen necesidades o deseos y pasan por un proceso para satisfacer estas necesidades. El comportamiento del consumidor es el proceso por el que pasan como clientes, que incluye los tipos de productos comprados, la cantidad gastada, la frecuencia de las compras y qué les influye para tomar la decisión de compra o no.
Hay muchas cosas que influyen en el comportamiento del consumidor, con contribuciones tanto de factores internos como externos. Los factores internos incluyen actitudes, necesidades, motivos, preferencias y procesos de percepción, mientras que los factores externos incluyen actividades de marketing, factores sociales y económicos y aspectos culturales. El doctor Lars Perner de la Universidad del Sur de California afirma que también hay factores físicos que influyen en el comportamiento del consumidor, por ejemplo, si un consumidor tiene hambre, entonces esta sensación física de hambre lo influirá para que vayan y compren un sándwich para satisfacer el hambre.

### Toma de decisiones del consumidor
Un modelo descrito por Lars Perner ilustra el proceso de toma de decisiones con respecto al comportamiento del consumidor. Comienza con el reconocimiento de un problema, el consumidor reconoce una necesidad o un deseo que no ha sido satisfecho. Esto lleva al consumidor a buscar información, si se trata de un producto de baja implicación entonces la búsqueda será interna, identificando alternativas puramente de memoria. Si el producto tiene una alta participación, la búsqueda debe ser más completa, como leer reseñas o informes o preguntar a amigos.
Luego, el consumidor evaluará sus alternativas, comparará precio, calidad, hará concesiones entre productos y reducirá la elección eliminando los productos menos atractivos hasta que quede uno. Una vez identificado, el consumidor comprará el producto.
Finalmente, el consumidor evaluará la decisión de compra y el producto comprado, incorporando factores como la relación calidad-precio, la calidad de los bienes y la experiencia de compra. Sin embargo, este proceso lógico no siempre ocurre de esta manera, las personas son criaturas emocionales e irracionales. Las personas toman decisiones con emoción y luego las justifican con lógica según el Dr. Robert Caladini en Psicología.

### Cómo influyen las 4P en el comportamiento del consumidor
El marketing mix (4 P) es una herramienta de marketing y significa precio, promoción, producto y ubicación.
Debido a que el comportamiento del consumidor está muy influenciado por el marketing de empresa a consumidor, las 4 P tendrán un efecto en el comportamiento del consumidor. El precio de un bien o servicio está determinado en gran medida por el mercado, ya que las empresas establecerán sus precios de manera similar a los de otras empresas para seguir siendo competitivos y obtener beneficios. Cuando los precios de mercado de un producto son altos, los consumidores comprarán menos y usarán los bienes comprados durante períodos de tiempo más largos, lo que significa que compran el producto con menos frecuencia. Alternativamente, cuando los precios de mercado de un producto son bajos, es más probable que los consumidores compren más del producto y con más frecuencia.
La forma en que la promoción influye en el comportamiento del consumidor ha cambiado con el tiempo. En el pasado, las grandes campañas promocionales y la publicidad intensa se convertían en ventas para una empresa, pero hoy en día las empresas pueden tener éxito con productos con poca o ninguna publicidad. Esto se debe a Internet y, en particular, a las redes sociales. Dependen del boca a boca de los consumidores que utilizan las redes sociales y, a medida que los productos son tendencia en línea, las ventas aumentan a medida que los productos se promocionan a sí mismos de manera efectiva. Por lo tanto, la promoción por parte de las empresas no necesariamente da como resultado un comportamiento del consumidor que tiende a comprar productos.
La forma en que el producto influye en el comportamiento del consumidor es a través de su disposición a pagar y sus preferencias. Esto significa que incluso si una empresa tuviera una larga historia de productos en el mercado, los consumidores seguirían eligiendo un producto más barato sobre el producto de la empresa en cuestión si eso significa que pagarían menos por algo que es muy similar. Esto se debe a la disposición de los consumidores a pagar, o su disposición a desprenderse del dinero que han ganado. El producto también influye en el comportamiento del consumidor a través de sus preferencias. Por ejemplo, tome Pepsi vs Coca-Cola, es menos probable que un bebedor de Pepsi compre Coca-Cola, incluso si es más barata y conveniente. Esto se debe a la preferencia del consumidor, y no importa cuánto lo intente la empresa contraria, no podrá obligar al cliente a cambiar de opinión.
La colocación de productos en la era moderna tiene poca influencia en el comportamiento del consumidor, debido a la disponibilidad de bienes en línea. Si un cliente puede comprar un bien desde la comodidad de su hogar en lugar de comprarlo en la tienda, entonces la ubicación de los productos no influirá en su decisión de compra.

## Salud
El comportamiento en cuanto a la salud se refiere a las creencias y acciones de una persona con respecto a su salud y bienestar. Los comportamientos saludables son factores directos para mantener un estilo de vida saludable. Los comportamientos de salud están influenciados por los entornos sociales, culturales y físicos en los que vivimos. Están moldeados por elecciones individuales y limitaciones externas. Los comportamientos positivos ayudan a promover la salud y prevenir enfermedades, mientras que lo contrario es cierto para los comportamientos de riesgo. Los comportamientos de salud son indicadores tempranos de la salud de la población. Debido al lapso de tiempo que ocurre a menudo entre ciertos comportamientos y el desarrollo de la enfermedad, estos indicadores pueden presagiar las cargas y los beneficios futuros de los comportamientos de riesgo para la salud y que promueven la salud.

### Factores relacionados
Diversos estudios han examinado la relación entre los comportamientos saludables y su impacto sobre la salud (p. Ej., Blaxter 1990) y han demostrado su papel tanto en la morbilidad como en la mortalidad.
Estos estudios han identificado siete características del estilo de vida que se asociaron con una menor morbilidad y una mayor supervivencia a largo plazo posterior (Belloc y Breslow 1972):
- Evitando los bocadillos
- Desayunar con regularidad
- Hacer ejercicio regularmente
- Mantener un peso corporal deseable
- Ingesta moderada de alcohol
- No fumar
- Dormir de 7 a 8 h por noche

Los comportamientos en cuanto a la salud repercuten en la calidad de vida de las personas, al retrasar la aparición de enfermedades crónicas y prolongar la vida activa. El tabaquismo, el consumo de alcohol, la dieta, las lagunas en los servicios de atención primaria y la escasa aceptación de los exámenes de detección son factores determinantes importantes de la mala salud, y cambiar esos comportamientos debería conducir a una mejor salud. Por ejemplo, en los EE. UU., Healthy People 2000, del Departamento de Salud y Servicios Humanos de los Estados Unidos, enumera el aumento de la actividad física, los cambios en la nutrición y las reducciones en el consumo de tabaco, alcohol y drogas como importantes para la promoción de la salud y la prevención de enfermedades.

### Tratamientos
Todas las intervenciones realizadas se corresponden con las necesidades de cada individuo de una manera ética y respetada. El modelo de creencias de salud fomenta el aumento de la susceptibilidad percibida de las personas a los resultados de salud negativos y hace que las personas sean conscientes de la gravedad de tales resultados de comportamiento de salud negativos. Por ejemplo, a través de mensajes de promoción de la salud. Además, el modelo de creencias sobre la salud sugiere la necesidad de centrarse en los beneficios de los comportamientos saludables y el hecho de que las barreras a la acción se superan fácilmente. La teoría del comportamiento planificado sugiere el uso de mensajes persuasivos para abordar las creencias conductuales a fin de aumentar la disposición a realizar un comportamiento, llamado intenciones. La teoría del comportamiento planificado aboga por la necesidad de abordar las creencias normativas y controlar las creencias en cualquier intento de cambiar el comportamiento. Desafiar las creencias normativas no es suficiente, pero seguir la intención con autoeficacia desde el dominio del individuo en la resolución de problemas y la realización de tareas es importante para lograr un cambio positivo. La autoeficacia a menudo se consolida mediante técnicas persuasivas estándar.